# 香港速度系列
香港速度系列（英語：Hong Kong Speed Series），前稱短途錦標系列（Champion Sprint Series），是香港賽馬會舉辦的一個賽馬賽事系列。於1993至1994年度馬季首次推出，舉辦這個系列的賽事，旨在發掘和表揚香港表現突出的短途佳駟。自2008至2009年度馬季起更名為香港速度系列。

## 賽事
現時，香港速度系列是由以下三項國際一級賽組成：
- 百週年紀念短途盃（沙田馬場1200米）（國際一級賽）
- 女皇銀禧紀念盃（沙田馬場1400米）（國際一級賽）
- 主席短途獎（沙田馬場1200米）（國際一級賽）

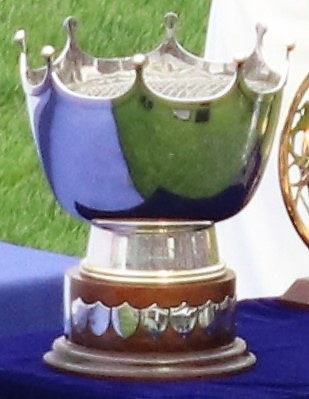
女皇銀禧紀念盃獎盃

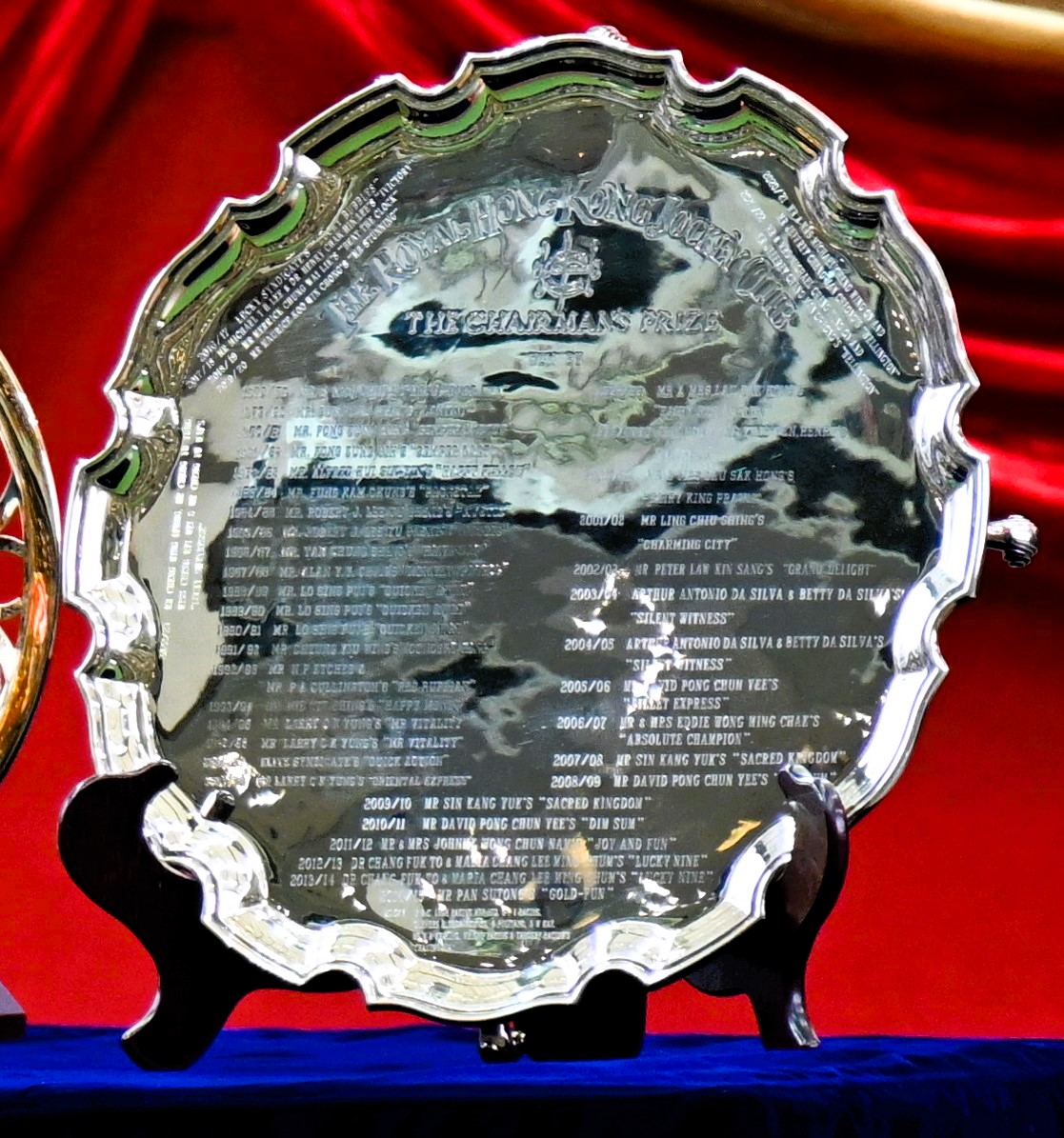
主席短途獎獎座

### 演變

#### 1993－1994年馬季至1998－1999年馬季
- 首關：跑馬地錦標（跑馬地馬場1235/1200米）
- 次關：百週年紀念盃（沙田馬場1000米）
- 尾關：主席獎（沙田馬場1200米）

#### 1999－2000年馬季至2004－2005年馬季
- 首關：洋紫荊短途錦標（沙田馬場1000米）
- 次關：百週年紀念短途盃（沙田馬場1000米）
- 尾關：主席短途獎（沙田馬場1200米）

#### 2005－2006年馬季至2014－2015年馬季
- 首關：百週年紀念短途盃（沙田馬場1000米）
- 次關：主席短途獎（沙田馬場1200米）
- 尾關：女皇銀禧紀念盃（沙田馬場1400米）

#### 2015－2016年馬季起
- 首關：百週年紀念短途盃（沙田馬場1200米）
- 次關：女皇銀禧紀念盃（沙田馬場1400米）
- 尾關：主席短途獎（沙田馬場1200米）

這個系列的賽事曾經有五項錦標賽成為該系列的三關賽事，包括：

### 女皇銀禧紀念盃
首屆女皇銀禧紀念盃於1977年11月26日舉行，是慶祝英女皇伊利沙伯二世登基25周年銀禧紀念。

### 主席短途獎
首屆主席短途獎於1979年4月29日舉行，首屆主席短途獎的冠軍是常山寶。

### 百週年紀念短途盃
首屆百週年紀念短途盃於1984年11月24日舉行，當時路程為1200米，首屆百週年紀念短途盃的冠軍是鍾意寶。

### 跑馬地錦標
首屆跑馬地錦標於1993年11月10日舉行，首屆跑馬地錦標的冠軍是生圖。

### 洋紫荊短途錦標
首屆洋紫荊短途錦標於2000年1月15日舉行，首屆洋紫荊短途錦標的冠軍是聖利。

## 香港速度系列總冠軍
這個系列的賽事曾經有五匹馬成為總冠軍，包括：
- 活力先生（1995至1996年度馬季）
- 喜勁寶（2002至2003年度馬季）
- 精英大師（2003至2004年度馬季、2004至2005年度馬季）
- 金鑽貴人（2022至2023年度馬季）
- 嘉應高昇（2024至2025年度馬季）

如果有馬匹於一季內勝出香港速度系列全部三關賽事，其馬主可額外獲得由香港賽馬會頒發的五百萬港元特別獎金。

## 外部連結
- 百週年紀念短途盃官方網站
- 女皇銀禧紀念盃官方網站
- 主席短途獎（冠軍賽馬日）官方網站